# جائحة فيروس كورونا في الصومال
توثق هذه المقالة آثار جائحة فيروس كورونا لعام 2019-2020 في الصومال، وقد لا تتضمن جميع الاستجابات والتدابير والإجراءات الرئيسية حتى الآن.
هناك قلق كبير بشأن احتمال تفشي المرض في الصومال، بسبب انعدام القانون في البلاد، وغياب سيطرة الحكومة المركزية، وكذلك الافتقار إلى البنية التحتية للرعاية الصحية.

## خلفية
في 12 يناير 2020، أكدت منظمة الصحة العالمية (WHO) أن فيروس تاجي جديد كان سببًا لمرض تنفسي لمجموعة من الأشخاص في مدينة ووهان، مقاطعة خوبي، الصين، والذين كانوا قد لفتوا انتباه منظمة الصحة العالمية في البداية في 31 ديسمبر 2019. رُبطت هذه المجموعة في البداية بسوق هوانان للمأكولات البحرية بالجملة في مدينة ووهان. ومع ذلك، فإن بعض الحالات الأولى التي أظهرت نتائج مختبرية لا صلة لها بالسوق، فمصدر الوباء غير معروف.
على عكس السارس لعام 2003، كانت نسبة إماتة الحالات لـ كوفيد-19  أقل بكثير، لكن انتقال العدوى كان أكبر بكثير، مع إجمالي عدد الوفيات. عادة ما يظهر كوفيد-19 في حوالي سبعة أيام بأعراض شبيهة بالإنفلونزا يُظهرها بعض الأشخاص حيث تتطور إلى أعراض الالتهاب الرئوي الفيروسي الذي يتطلب الدخول إلى المستشفى. اعتبارًا من 19 مارس، أصبح كوفيد-19 يُصنف على أنه «مرض معدي عالي الأثر».
الصومال في حالة صراع عسكري طويل الأمد. تفتقر الحكومة المركزية للسيطرة على أجزاء كبيرة من البلاد، وهي على خلاف مع العديد من الحكومات الإقليمية. تهيمن جماعة الشباب، التي لها تاريخ في تعطيل العمل الإنساني، على معظم المناطق الريفية. والتي تواجه الفقر والجوع على نطاق واسع، مما يجعل الناس عرضة لتفشي المرض.
البنية التحتية للرعاية الصحية في الصومال ضعيفة، تحتل المرتبة 194 من أصل 195 في مؤشر العالمي للأمن الصحي. يتوفر في الدولة أقل من 20 سريرًا من وحدات العناية المركزة.

## الجدول الزمني
- في 16 مارس، أُكدت أول حالة في الصومال.[10] أفادت وزارة الصحة الصومالية أن مواطناً صومالياً كان في طريق عودته من الصين.[11]
- في 7 أبريل، أبلغت الحكومة عن الحالة المؤكدة الثامنة، وهو رجل صومالي يبلغ من العمر 58 عامًا وليس له تاريخ سفر.[12]
- في 8 أبريل أكدت الحكومة الوفاة الأولى.[13]
- في 12 أبريل، أكدت الصومال الوفاة الثانية بسبب فيروس كورونا، حيث توفى وزير العدل في ولاية هيرشبيلي، خليفة مؤمن توهو، في مستشفى مارتيني في مقديشو بعد يوم واحد من إصابته الإيجابية في جوهر.[14]

## الاستجابة والتدابير الوقائية
- في 15 مارس 2020، منعت الحكومة الركاب الذين كانوا في الصين أو إيران أو إيطاليا أو كوريا الجنوبية خلال الأيام الـ14 الماضية من دخول الصومال. في ذلك الوقت كانت الحكومة قد فرضت الحجر الصحي على أربعة أشخاص.[15]
- أمرت وزارة الطيران الصومالية بتعليق جميع الرحلات الدولية لمدة 15 يومًا اعتبارًا من يوم الأربعاء 18 مارس.[16] مع إمكانية استثناءات الرحلات الإنسانية.[1] أثر التعليق على واردات القات من كينيا، مما أدى إلى صعوبات اقتصادية لبائعي القات في الصومال والمزارعين في كينيا.[17] وفي 18 مارس أيضًا، أعلن رئيس الوزراء حسن علي خيري أنه خصص 5 ملايين دولار لمواجهة الوباء.[2]
- حذر محمد محمود علي، رئيس الجمعية الطبية الصومالية من أن الفيروس يمكن أن يقتل عددًا أكبر من الأشخاص في الصومال أكثر من الصين أو إيران لأنه لا توجد اداوات الاختبار اللازمة للكشف عن الفيروس في البلاد وعليهم الانتظار ثلاثة أيام على الأقل للحصول على النتائج من جنوب أفريقيا.[18]
- في 17 مارس 2020، أعلنت الحكومة إغلاق المدارس والجامعات لمدة 15 يومًا اعتبارًا من 19 مارس، وحظرت التجمعات الكبيرة.[2] اجتمع قادة الشباب لمناقشة كوفيد-19. حذر أحمد خليفة من منظمة العمل ضد الجوع من أن الجماعة المتطرفة لديها تاريخ من منع وصول العاملين في المجال الإنساني، لكنها قد تسمح للناس بالذهاب إلى مكان آخر للعلاج.[9] ذهب عشرون طبيبًا متطوعًا من الجامعة الوطنية الصومالية إلى إيطاليا للمساعدة في مكافحة تفشي المرض هناك.[19]

## التحاليل
تفتقر الصومال إلى القدرة على إجلراء الاختبارات، لذلك يجب إرسال عينات الاختبار إلى الخارج للمعالجة، مما يؤخر النتائج.